# Helle Bonnesen
Helle Bonnesen, née le 10 février 1963 à Rudersdal (Danemark), est une femme politique danoise, membre du Parti populaire conservateur.

## Biographie
Helle Bonnesen obtient un diplôme en stratégie et en marketing à l'école de commerce de Copenhague en 1989.
Engagée au sein du Parti populaire conservateur, elle est élue conseillère municipale de Copenhague lors des élections municipales de novembre 2017. Elle est réélue pour un second mandat lors des élections municipales de novembre 2021, et élue conseillère régionale de Hovedstaden lors des élections régionales tenues simultanément,. Elle est alors la présidente du groupe conservateur au conseil municipal de Copenhague.
Elle est candidate aux élections législatives de juin 2019 dans la circonscription de Copenhague mais ne parvient pas à être élue, le seul siège conservateur dans la circonscription étant remporté par Katarina Ammitzbøll. 
Elle est de nouveau candidate lors des élections législatives du 1er novembre 2022, où elle remporte cette fois-ci plus de votes personnels qu'Ammitzbøll, lui permettant de remporter le seul siège conservateur de la circonscription et de devenir députée au Folketing. Après le scrutin, elle démissionne de son mandat de conseillère régionale, et quitte la présidence du groupe conservateur au conseil municipal,. Elle devient alors la porte-parole du groupe parlementaire conservateur pour les questions de d'emploi, de culture, de médias, d'affaires ecclésiastiques, de droits de l'Homme, d'affaires étrangères et d'aide au développement.